# Everywhere But Home
Everywhere But Home is een live dvd van de Amerikaanse rockband Foo Fighters, uitgegeven op 25 november 2003. Het zijn opnamen van concerten ter promotie van het album One by One. Een onderdeel van de dvd is een concertregistratie van een concert in Toronto in 2002.

## Tracklist (gedeeltelijk)
De dvd bevat de volgende nummers: 
1. All My Life
2. Aurora
3. Breakout
4. Doll (acoustic)
5. Everlong (solo acoustic)
6. For All the Cows
7. Generator
8. Have It All
9. Hey J.P.
10. Learn to Fly
11. Low
12. Monkey Wrench
13. My Hero
14. See You (acoustic)
15. The One
16. Times Like These
17. Times Like These (semi acoustic)
18. Tired of You

Tijdsduur: 180 minuten.

## Muzikanten
1. Dave Grohl (leadzang, gitaar)
2. Taylor Hawkins (drums)
3. Chris Shiflett (leadgitaar)
4. Nate Mendel (basgitaar)